# NGC 3814
NGC 3814 ist eine linsenförmige Galaxie vom Hubble-Typ S0 im Sternbild Löwe am Nordsternhimmel. Sie ist schätzungsweise 164 Millionen Lichtjahre von der Milchstraße entfernt.
Das Objekt wurde am 25. April 1881 von Edouard Stephan  entdeckt.